# Z Camelopardalis
Z Camelopardalis ist ein kataklysmisch veränderlicher Stern im Sternbild Giraffe in einer Entfernung von etwa 700 Lichtjahren. Das System ist Namensgeber der Z-Camelopardalis-Sterne, einer Untergruppe der Zwergnovae.
Das System zeigt Phasen mit starken Schwankungen der Lichtkurve und dann wieder Phasen mit nahezu konstanter Helligkeit. Es besteht aus einem Weißen Zwerg und einem Hauptreihenstern der Spektralklasse K. Die Helligkeitsschwankungen werden verursacht durch die Akkretion von Materie vom Hauptreihenstern auf den Weißen Zwerg.

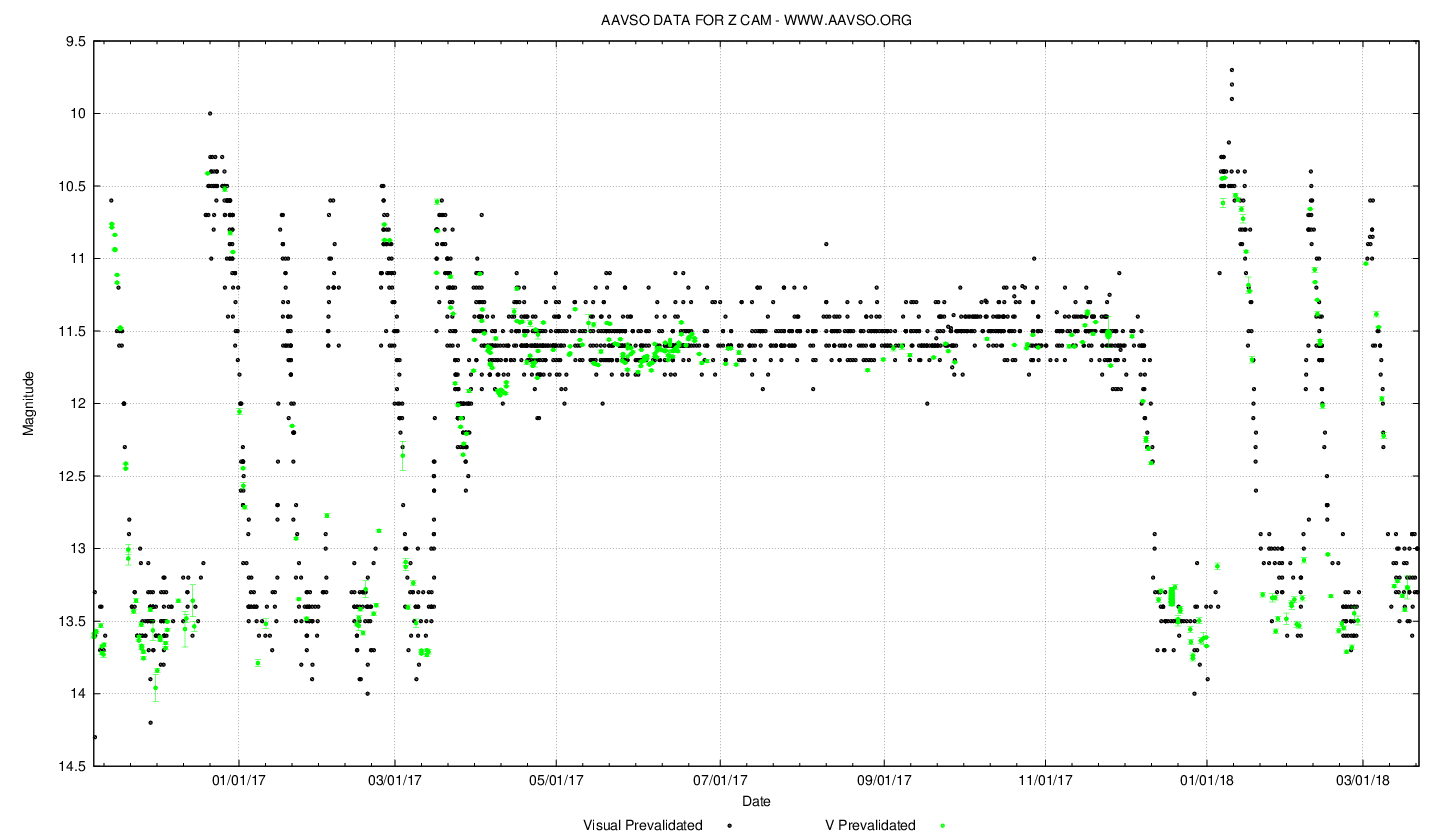
Lichtkurve von Z Camelopardalis (2017–2018)